# Петра (Мехединци)
Петра (рум. Petra) насеље је у Румунији у округу Мехединци у општини Баклеш. Oпштина се налази на надморској висини од 246 m.

## Становништво
Према подацима из 2002. године у насељу је живело 295 становника, од којих су сви румунске националности.